# Корюшкоподібні
Корюшкоподібні (Osmeriformes) — ряд кісткових риб. У ряді корюшкоподібних 14 родин у двох підотрядах. На цей час до цього роду відносять близько 240 видів риб.
Практично всі корюшкоподібні нерестяться в прісній воді. Разом з цим, багато видів проводять більшу частину життя в морях і океанах помірної кліматичної зони.

## Класифікація
- Підотряд Argentinoidei
  - Надродина Alepocephaloidea
    - Alepocephalidae (Гладкоголові)
    - Leptochilichthyidae
    - Platytroctidae

  - Надродина Argentinoidea
    - Argentinidae
    - Bathylagidae
    - Microstomatidae
    - Opisthoproctidae
- Підотряд Osmeroidei
  - Надродина Galaxoidea
    - Galaxiidae — Галаксієві
    - Lepidogalaxiidae
    - Retropinnidae

  - Надродина Osmeroidea
    - Osmeridae — Корюшкові
    - Plecoglossidae
    - Salangidae — Саланксові